# Csontvadászok
A Csontvadászok a hatodik kötete a Steven Erikson által írt epikus fantasy sorozatnak, A Malazai Bukottak könyvének regéjének és a közvetlen folytatása a negyedik kötetnek a A Láncok házának. Utalások is találhatóak benne az ötödik kötetre, az Éjsötét áradatra.
Először keménytáblás változatban adták ki Angliában, 2006. március 1-jén.

## Magyarul
- Csontvadászok. A malazai bukottak könyvének regéje; ford. Tamás Gábor, versford. Kleinheincz Csilla; Alexandra, Pécs, 2009

## Fordítás
- Ez a szócikk részben vagy egészben  a   The Bonehunters című angol Wikipédia-szócikk ezen változatának fordításán alapul.  Az eredeti cikk szerkesztőit annak laptörténete sorolja fel. Ez a jelzés csupán a megfogalmazás eredetét és a szerzői jogokat jelzi, nem szolgál a cikkben szereplő információk forrásmegjelöléseként.